# Armorial des communes de la province de Brescia
Cette page donne les armoiries (figures et blasonnements) des communes de la province de Brescia.

## A-B
| Image | Nom de la commune et blasonnement |
| ----- | --- |
|       | Acquafredda - En italien : D'argento, alla figura di donna, in maestà, di carnagione, capelluta di nero, con i piegi ignudi, vestita di nerom con grembiule di azzurro, travasante acqua d'argento dall'anfora d'oro, tenuta con la mano destra posta in sbarra, ad altra anfora, dello stesso, tenuta con la mano sinistra e posta in banda. |
|       | Adro - En italien : Di verde, alla lettera A d'argento, accompagnata da tre grappoli d'uva pampinosi e ramiferi d'oro, l'inferiore più grande e fogliato dello stesso. |
|       | Agnosine - En italien : Agnello che bruca sulla cima di un colle dominato da una quercia. |
|       | Alfianello - Blasonnement inconnu. |
|       | Anfo - En italien : "Rocca centrale turrita con bandiera rossa e gialla, poggiante su campo verde (prato e montagna) e blu (lago), sovrastati da una modesta banda bianca e altra celeste (cielo) più ampia, alla base cartiglio con la data 1914 a caratteri romani. |
|       | Angolo Terme - En italien : Campo di cielo, ad un torrente scendente da una giogaia di ghiacci nel quale si abbeverano tre cervi. Lo stesso, accostato da abeti, attraversa un terreno erboso di montagna ed un ponte romano ad una luce. Il tutto al naturale. |
|       | Artogne - En italien : Partito: nel 1° d'oro, al castello di rosso, chiuso, finestrato di quattro (due e due) e murato di nero, le due torri prive di merli; nel 2° di rosso, all'albero sradicato d'oro. |
|       | Azzano Mella - En italien : D'azzurro al giglio di Firenze d'oro. |
|       | Bagnolo Mella - En italien : Scudo con fondo argentato diviso in quatro quarti da una croce di colore rosso vermiglio. Ogni quarto presenta, al proprio interno, una stella di colore rosso vermiglio. |
|       | Bagolino - D'azur, à trois monts de sinople, les monts latéraux mouvant de la pointe, celui de dextre masquant partiellement celui de senestre, tous deux masquant partiellement le mont central plus haut, sommé d'une croix latine aux branches pattées d'or. - En italien : Di azzurro, ai tre monti di verde, i monti laterali fondati in punta, il monte posto a destra con i declivi visibili, il monte posto a sinistra con il declivo in sbarra parzialmente celato posto a destra, il monte centrale più alto, posto in secondo piano e con i declivi parzialmente celati dai monti predetti, esso monte centrale cimato dalla croce latina d'oro, allargata trapezoidalmente nelle stremità dei bracci. |
|       | Barbariga - Blasonnement inconnu. |
|       | Barghe - En italien : Un piccone, una pala e una lanterna con candela accesa intersecanti tra di loto nella parte superiore ed inferiore sono poste equidistanti due api con ali spiegate. |
|       | Bassano Bresciano - En italien : D'argento, al cipresso di verde, fustato e sradicato di rosso, accompagnato nei fianchi destro e sinistro dale lettere C e B in lettere maiuscole romane di azzurro. |
|       | Bedizzole - En italien : Accartocciato di rosso ai tre gigli d'argento, disposti due, uno, timbrati da una corona all'antica capovolta. |
|       | Berlingo - Blasonnement inconnu. |
|       | Berzo Demo - Blasonnement inconnu. |
|       | Berzo Inferiore - Blasonnement inconnu. |
|       | Bienno - Blasonnement inconnu. |
|       | Bione - En italien : Partito di rosso e di verde, alla spada d’argento guarnita d’oro, posta in banda con la punta all’ingiù, decussata con la penna d’oca, di argento posta in sbarra, attraversante, spada e penna attraversanti sulla partizione e attraversate dal giogo della bilancia di acciaio al naturale, di due coppe e con il coltello attraversante. |
|       | Borgo San Giacomo - En italien : D'azzurro, il biscione visconteo d'argento, accostato nel cantone sinistro del capo da due spade guarnite in oro incrociate e con le punte rivolte verso l'alto. |
|       | Borgosatollo - En italien : Di azzurro alla pecora rivolta d'argento. |
|       | Borno - Blasonnement inconnu. |
|       | Botticino - En italien : Partito semitroncato; nel 1° d'azzurro alla botte d'argento cerchiata di nero; nel 2° di verde alla fabbrica d'oro sinistrata da una ciminiera fumante pure d'oro; nel 3° di rosso alla colonna ionica d'argento. |
|       | Bovegno - Blasonnement inconnu. |
|       | Bovezzo - En italien : D'argento, un cipresso verde su campagna dello stesso, sormontato da un cappello d'oro. |
|       | Brandico - Blasonnement inconnu. |
|       | Braone - Blasonnement inconnu. |
|       | Breno - En italien : Aquila reale con apertura alare completa. corona sul capo, su sfondo azzurro, su cervo adagiato su manto erboso verde. |
|       | Brescia - En italien : D’argento cimato da una corona con cinque fioroni e quattro punte gemmate. In campo un leone d’azzurro, armato, linguato e codato di rosso; con il motto BRIXIA FIDELIS. |
|       | Brione - En italien : Su sfondo argento, ad un monte a tre cime all'italiana di verde, sulla terrazza dello stesso, e accostato in capo dello scudo, da tre stelle, di azzurro, raggiate di sei, e mal disposte in campo. |

## C-D
| Image | Nom de la commune et blasonnement |
| ----- | --- |
|       | Caino - Blasonnement inconnu. |
|       | Calcinato - D'azur à un épi de blé d'or et à deux rameaux de laurier de sinople les tiges passées en sautoir brochant sur celle de l'épi, au chef cousu de gueules chargé d'une croix d'argent (qui est de Savoie). - En italien : (description plus que blasonnement) Una spiga di frumento inserita tra due ramoscelli di alloro in campo azzurro. La parte superiore sarà occupata da una croce d’argento in campo rosso. |
|       | Calvagese della Riviera - En italien : "Di rosso, al giglio araldico d'argento. Capo d'azzurro a tre crocette d'oro ordinate in fascia. |
|       | Calvisano - En italien : D'oro al cane rampante di rosso, capo pure d'oro all'aquila spiegata coronata di nero. Ornamenti esteriori da Comune. |
|       | Capo di Ponte - Blasonnement inconnu. |
|       | Capovalle - En italien : Scudo con fondo argento con una fascia a tratti inclinati oro e rosso, con due alabarde incrociate; in posizione centrale superiore vi è una croce simmetrica rosa ed in quella inferiore la riproduzione di un pino, nella parte bassa dello scudo si intrecciano due rami di alloro e rovere. Il tutto sormontato da una maestosa aquila. |
|       | Capriano del Colle - En italien : Inquartato: il primo, il terzo ed il quarto d'azzurro ad una stella d'oro raggiata di cinque, il secondo di rosso alla sbarra d'oro. |
|       | Capriolo - Blasonnement inconnu. |
|       | Carpenedolo - Blasonnement inconnu. |
|       | Castegnato - En italien : D'azzurro al ramo di castagno con riccio aperto e fogliato in più ramoscelli. |
|       | Castel Mella - En italien : D'argento, al fortilizio al naturale, posto di tre quarti, con l'angolo destro diruto. Ornamenti esteriori da Comune. |
|       | Castelcovati - Blasonnement inconnu. |
|       | Castenedolo - Blasonnement inconnu. |
|       | Casto - Blasonnement inconnu. |
|       | Castrezzato - En italien : Troncato: d’azzurro e d’argento, alla torre merlata alla ghibellina al naturale, attraversante finestrata e murata di nero, aperta dal campo con due lupi controrampanti alla torre con la testa rivolta all’esterno, al naturale. |
|       | Cazzago San Martino - En italien : Partito dal filetto d'oro: il PRIMO, bandato di argento e di azzurro; il SECONDO, di azzurro, alla scala di sette pioli, di nero, posta in banda, attraversata dall'asta dello stesso,posta in palo e munita del vessillo bifido e svolazzante a sinistra, di argento; sul tutto, lo scudetto d'azzurro con la bordatura in filetto, d'oro, alla stella di otto raggi, d'oro, caricata dalla figura mostruosa, sopra mezzo giglio d'azzurro, sotto mezzo leone di nero, i raggi della stella alternati da otto piccole stelle, d'oro, di otto raggi. |
|       | Cedegolo - Blasonnement inconnu. |
|       | Cellatica - Blasonnement inconnu. |
|       | Cerveno - Blasonnement inconnu. |
|       | Ceto - En italien : Partito d'azzurro e di argento, ed un monte roccioso, nascente da una campagna prativa al naturale, caricata da ciuffi di abeti particolarmente nel campo sinistro della punta e solcata da una riviera al naturale, scrosciante in sbarra ed ondeggiante in banda. |
|       | Cevo - Blasonnement inconnu. |
|       | Chiari - En italien : Troncato, nel primo d'oro all'aquila dell'impeor di nero coronata dello stesso, nel secondo di rosso alle tre stelle d'argento di sei punte poste 2 e 1. |
|       | Cigole - En italien : Bandato di quattro pezzi di azzurro e di verde, alla torre di due palchi, attraversante, d'oro, murata di nero, ogni palco merlato alla guelfa di cinque e finestrato di uno, di nero; essa torre chiusa dello stesso, fondata in punta. |
|       | Cimbergo - Blasonnement inconnu. |
|       | Cividate Camuno - Blasonnement inconnu. |
|       | Coccaglio - Blasonnement inconnu. |
|       | Collebeato - En italien : D'argento a tre monti di verde fondati in punta, quello centrale più elevato sostenente un pesco fruttato di sei; il tutto abbassato ad un capo partito: il 1° d'azzurro alla ruota d'oro dentata di nove in banda; nel 2° di rosso ad un grappolo d'uva d'oro in sbarra, gambuto e pampinoso di due di verde. |
|       | Collio - Blasonnement inconnu. |
|       | Cologne - En italien : Tagliato di rosso e di oro alla sbarra d’azzurro carica della parola in lettere maiuscole d’oro COLONIA. |
|       | Comezzano-Cizzago - Blasonnement inconnu. |
|       | Concesio - Blasonnement inconnu. |
|       | Corte Franca - En italien : Inquartato: il PRIMO, di azzurro, alla banda ondata, d'argento; il SECONDO e il TERZO, di rosso, al castello torricellato di un pezzo, di argento, murato di nero, merlato alla guelfa, la torre di tre, il fastigio di cinque, esso castello chiuso di nero, finestrato nella torre, dello stesso, fondato in punta; il QUARTO, di azzurro, alla ruota da mulino di sedici pale, d'argento. |
|       | Corteno Golgi - Blasonnement inconnu. |
|       | Corzano - Blasonnement inconnu. |
|       | Darfo Boario Terme - Blasonnement inconnu. |
|       | Dello - Blasonnement inconnu. |
|       | Desenzano del Garda - En italien : Campo di cielo, a due torri quadre di rosso, murate di nero, aperte e finestrate del campo, merlate di tre alla ghibellina, fondate su un terreno di verde sostenuto da un lago d'azzurro ondato d'argento. |

## E-F
| Image | Nom de la commune et blasonnement |
| ----- | --------------------------------- |
|       | Edolo - Blasonnement inconnu.     |
|       | Erbusco - Blasonnement inconnu.   |
|       | Esine - Blasonnement inconnu.     |
|       | Fiesse - Blasonnement inconnu.    |
|       | Flero - Blasonnement inconnu.     |

## G-I
| Image | Nom de la commune et blasonnement |
| ----- | --- |
|       | Gambara - Blasonnement inconnu. |
|       | Gardone Riviera - Blasonnement inconnu. |
|       | Gardone Val Trompia - Blasonnement inconnu. |
|       | Gargnano - Blasonnement inconnu. |
|       | Gavardo - Blasonnement inconnu. |
|       | Ghedi - Blasonnement inconnu. |
|       | Gianico - Blasonnement inconnu. |
|       | Gottolengo - Blasonnement inconnu. |
|       | Gussago - Blasonnement inconnu. |
|       | Idro - Blasonnement inconnu. |
|       | Incudine - Blasonnement inconnu. |
|       | Irma - Blasonnement inconnu. |
|       | Iseo - Blasonnement inconnu. |
|       | Isorella - En italien : D'oro, alle due bandiere drappeggiate, quella posta a destra italiana tricolore, quella posta a sinistra di azzurro, fissate a due aste di nero,poste in decusse, e munite all'insù e all'ingiù di punte di freccia, dello stesso, esse bandiere e aste attraversate dal fascio repubblicano, di verde posto in palo, legato con quattro strisce di cuoio, poste due in fascia, due in decusse, di rosso, accollato a mezza altezza dalla corona all'antica di cinque punte, d'oro, posta in sbarra, munito dell'asta centrale, di nero, sostenente all'insù il berretto frigio, di rosso, e fornita all'ingiù della punta di freccia, di nero. |

## L-M
| Image | Nom de la commune et blasonnement          |
| ----- | ------------------------------------------ |
|       | Lavenone - Blasonnement inconnu.           |
|       | Leno - Blasonnement inconnu.               |
|       | Limone sul Garda - Blasonnement inconnu.   |
|       | Lodrino - Blasonnement inconnu.            |
|       | Lograto - Blasonnement inconnu.            |
|       | Lonato del Garda - Blasonnement inconnu.   |
|       | Longhena - Blasonnement inconnu.           |
|       | Losine - Blasonnement inconnu.             |
|       | Lozio - Blasonnement inconnu.              |
|       | Lumezzane - Blasonnement inconnu.          |
|       | Maclodio - Blasonnement inconnu.           |
|       | Magasa - Blasonnement inconnu.             |
|       | Mairano - Blasonnement inconnu.            |
|       | Malegno - Blasonnement inconnu.            |
|       | Malonno - Blasonnement inconnu.            |
|       | Manerba del Garda - Blasonnement inconnu.  |
|       | Manerbio - Blasonnement inconnu.           |
|       | Marcheno - Blasonnement inconnu.           |
|       | Marmentino - Blasonnement inconnu.         |
|       | Marone - Blasonnement inconnu.             |
|       | Mazzano - Blasonnement inconnu.            |
|       | Milzano - Blasonnement inconnu.            |
|       | Moniga del Garda - Blasonnement inconnu.   |
|       | Monno - Blasonnement inconnu.              |
|       | Monte Isola - Blasonnement inconnu.        |
|       | Monticelli Brusati - Blasonnement inconnu. |
|       | Montichiari - Blasonnement inconnu.        |
|       | Montirone - Blasonnement inconnu.          |
|       | Mura - Blasonnement inconnu.               |
|       | Muscoline - Blasonnement inconnu.          |

## N-O
| Image | Nom de la commune et blasonnement      |
| ----- | -------------------------------------- |
|       | Nave - Blasonnement inconnu.           |
|       | Niardo - Blasonnement inconnu.         |
|       | Nuvolento - Blasonnement inconnu.      |
|       | Nuvolera - Blasonnement inconnu.       |
|       | Odolo - Blasonnement inconnu.          |
|       | Offlaga - Blasonnement inconnu.        |
|       | Ome - Blasonnement inconnu.            |
|       | Ono San Pietro - Blasonnement inconnu. |
|       | Orzinuovi - Blasonnement inconnu.      |
|       | Orzivecchi - Blasonnement inconnu.     |
|       | Ospitaletto - Blasonnement inconnu.    |
|       | Ossimo - Blasonnement inconnu.         |

## P-R
| Image | Nom de la commune et blasonnement            |
| ----- | -------------------------------------------- |
|       | Padenghe sul Garda - Blasonnement inconnu.   |
|       | Paderno Franciacorta - Blasonnement inconnu. |
|       | Paisco Loveno - Blasonnement inconnu.        |
|       | Paitone - Blasonnement inconnu.              |
|       | Palazzolo sull'Oglio - Blasonnement inconnu. |
|       | Paratico - Blasonnement inconnu.             |
|       | Paspardo - Blasonnement inconnu.             |
|       | Passirano - Blasonnement inconnu.            |
|       | Pavone del Mella - Blasonnement inconnu.     |
|       | Pertica Alta - Blasonnement inconnu.         |
|       | Pertica Bassa - Blasonnement inconnu.        |
|       | Pezzaze - Blasonnement inconnu.              |
|       | Pian Camuno - Blasonnement inconnu.          |
|       | Piancogno - Blasonnement inconnu.            |
|       | Pisogne - Blasonnement inconnu.              |
|       | Polaveno - Blasonnement inconnu.             |
|       | Polpenazze del Garda - Blasonnement inconnu. |
|       | Pompiano - Blasonnement inconnu.             |
|       | Poncarale - Blasonnement inconnu.            |
|       | Ponte di Legno - Blasonnement inconnu.       |
|       | Pontevico - Blasonnement inconnu.            |
|       | Pontoglio - Blasonnement inconnu.            |
|       | Pozzolengo - Blasonnement inconnu.           |
|       | Pralboino - Blasonnement inconnu.            |
|       | Preseglie - Blasonnement inconnu.            |
|       | Prestine - Blasonnement inconnu.             |
|       | Prevalle - Blasonnement inconnu.             |
|       | Provaglio Val Sabbia - Blasonnement inconnu. |
|       | Provaglio d'Iseo - Blasonnement inconnu.     |
|       | Puegnago sul Garda - Blasonnement inconnu.   |
|       | Quinzano d'Oglio - Blasonnement inconnu.     |
|       | Remedello - Blasonnement inconnu.            |
|       | Rezzato - Blasonnement inconnu.              |
|       | Roccafranca - Blasonnement inconnu.          |
|       | Rodengo-Saiano - Blasonnement inconnu.       |
|       | Roncadelle - Blasonnement inconnu.           |
|       | Rovato - Blasonnement inconnu.               |
|       | Roè Volciano - Blasonnement inconnu.         |
|       | Rudiano - Blasonnement inconnu.              |

## S-T
| Image | Nom de la commune et blasonnement              |
| ----- | ---------------------------------------------- |
|       | Sabbio Chiese - Blasonnement inconnu.          |
|       | Sale Marasino - Blasonnement inconnu.          |
|       | Salò - Blasonnement inconnu.                   |
|       | San Felice del Benaco - Blasonnement inconnu.  |
|       | San Gervasio Bresciano - Blasonnement inconnu. |
|       | San Paolo - Blasonnement inconnu.              |
|       | San Zeno Naviglio - Blasonnement inconnu.      |
|       | Sarezzo - Blasonnement inconnu.                |
|       | Saviore dell'Adamello - Blasonnement inconnu.  |
|       | Sellero - Blasonnement inconnu.                |
|       | Seniga - Blasonnement inconnu.                 |
|       | Serle - Blasonnement inconnu.                  |
|       | Sirmione - Blasonnement inconnu.               |
|       | Soiano del Lago - Blasonnement inconnu.        |
|       | Sonico - Blasonnement inconnu.                 |
|       | Sulzano - Blasonnement inconnu.                |
|       | Tavernole sul Mella - Blasonnement inconnu.    |
|       | Temù - Blasonnement inconnu.                   |
|       | Tignale - Blasonnement inconnu.                |
|       | Torbole Casaglia - Blasonnement inconnu.       |
|       | Toscolano-Maderno - Blasonnement inconnu.      |
|       | Travagliato - Blasonnement inconnu.            |
|       | Tremosine - Blasonnement inconnu.              |
|       | Trenzano - Blasonnement inconnu.               |
|       | Treviso Bresciano - Blasonnement inconnu.      |

## U-Z
| Image | Nom de la commune et blasonnement            |
| ----- | -------------------------------------------- |
|       | Urago d'Oglio - Blasonnement inconnu.        |
|       | Vallio Terme - Blasonnement inconnu.         |
|       | Valvestino - Blasonnement inconnu.           |
|       | Verolanuova - Blasonnement inconnu.          |
|       | Verolavecchia - Blasonnement inconnu.        |
|       | Vestone - Blasonnement inconnu.              |
|       | Vezza d'Oglio - Blasonnement inconnu.        |
|       | Villa Carcina - Blasonnement inconnu.        |
|       | Villachiara - Blasonnement inconnu.          |
|       | Villanuova sul Clisi - Blasonnement inconnu. |
|       | Vione - Blasonnement inconnu.                |
|       | Visano - Blasonnement inconnu.               |
|       | Vobarno - Blasonnement inconnu.              |
|       | Zone - Blasonnement inconnu.                 |